# Chickasha (Oklahoma)
Chickasha település az Amerikai Egyesült Államok Oklahoma államában, Grady megyében, melynek megyeszékhelye is. Lakosainak száma 16 051 fő (2020. április 1.).

## Népesség
A település népességének változása:

| 2010 | 16 036 |
| 2020 | 16 051 |